# Soudeilles
Soudeilles é uma comuna francesa na região administrativa da Nova Aquitânia, no departamento de Corrèze. Estende-se por uma área de 20,39 km². Em 2010 a comuna tinha 306 habitantes (densidade: 15 hab./km²).